# دوري كرة القدم الماليزيي الممتاز 2005
دوري كرة القدم الماليزيي الممتاز 2005 هو موسم من دوري كرة القدم الماليزيي الممتاز ‏. فاز فيه نادي سلاغور.